# مقاطعة ريتشاردسون (نبراسكا)
مقاطعة ريتشاردسون (بالإنجليزية: Richardson County)‏ هي إحدى مقاطعات ولاية نبراسكا في الولايات المتحدة الأمريكية.